# Mont Kinpu
Le mont Kinpu (金峰山, Kinpu-san), ou mont Kinpō (金峰山, Kinpō-san), est une montagne du Japon située à la limite entre les préfectures de Nagano et Yamanashi. Ce territoire sacré du bouddhisme et du shintoïsme appartient au parc national de Chichibu Tamakai, dans les monts Okuchichibu, et est classé parmi les 100 montagnes célèbres du Japon.

## Toponymie
Durant l'époque de Muromachi (1333 – 1573), le shugendō, une tradition spirituelle née au VIIIe siècle au Japon et vouant un culte aux montagnes, se répand dans l'ancienne province de Kai. Des sites montagneux de ce territoire deviennent des lieux de pratiques chamaniques pour les ascètes montagnards. Une montagne, en particulier, est désignée comme demeure de Kongō Zaō Bosatsu, la divinité protectrice des adeptes du shugendō censée assurer la garde de l'or contenu dans le sol des montagnes. Le nom de la résidence principale du gongen, Kinpu-san (ja) (金峰山, lit. « mont mine d'or »), un ensemble de montagnes situé 30 km au sud de Nara (préfecture de Nara) comprenant le mont Ōmine, son plus haut sommet, et le mont Yoshino, la montagne la plus sacrée du shugendō, est alors attribué à sa nouvelle résidence secondaire,.
Dans la préfecture de Nagano, le mont Kinpu est appelé mont Kinpō.

## Géographie

### Situation
Le mont Kinpu est situé à cheval sur la limite sud du village de Kawakami (préfecture de Nagano) et la limite nord de la ville de Kōfu (préfecture de Yamanashi), sur l'île de Honshū, au Japon. Il appartient aux monts Okuchichibu, dans le parc national de Chichibu Tamakai, environ 101 km au nord-ouest de l'agglomération de Tokyo. Cet édifice montagneux, couvert de rochers granitiques façonnés par les intempéries et l'érosion mécanique, est la source (versant sud) de la rivière Omuro qui alimente la rivière Ara (ja), un affluent de rive droite de la rivière Fuefugi dans le bassin versant du fleuve Fuji qui termine son parcours dans l'océan Pacifique, en baie de Suruga (préfecture de Shizuoka). Sur son versant nord, des ruisseaux grossissent les eaux de la rivière Kinpusan, un tributaire du fleuve Shinano. Ses pentes sont recouvertes d'une forêt de conifères (mélèzes du Japon,pruches du Japon, pruches de Siebold et pins nains de Sibérie), et de feuillus mêlés à des chênes du Japon, des hêtres du Japon et diverses variétés d'azalées. De son sommet, caractérisé par un amoncellement de bloc rocheux granitiques appelé Gojō-iwa, s'étend une vue panoramique sur les Alpes du Sud, les Alpes centrales, les Alpes du Nord, le mont Mizugaki voisin, et le mont Fuji (environ 60 km, au loin, dans la direction sud-est), deux montagnes immortalisées par l'écrivain Kyūya Fukada dans son ouvrage 100 montagnes célèbres du Japon.

Vue du mont Fuji depuis le sommet du mont Kinpu.

### Géologie
Le mont Kinpu est une formation granitique du Miocène, produit de plissements locaux du sol de l'archipel nippon il y a environ 10 millions d'années, sous l'effet de mouvements de subduction et de collision de surface et sous-marins.

## Histoire
Depuis des temps très anciens, le mont Kinpu est vénéré comme une divinité de la religion shintō, religion autochtone du Japon. Durant l'époque de Muromachi, il devient aussi un territoire sacré du bouddhisme, sous l'influence de moines itinérants, venus de la province de Yamato pour propager le shugendō. À l'ère moderne, son inscription sur la liste des 100 montagnes célèbres du Japon favorise son attrait touristique.

## Activités

### Voies d'ascension
Des voies routières rendent accessibles, en voiture ou en bus, le mont Kinpu et ses environs depuis le centre-ville de Hokuto. Elles aboutissent à une route qui mène au gîte de montagne Mizugaki (1 520 m), point de départ du parcours classique de randonnée en direction du mont Kinpu,. Un sentier de montagne conduit à un plateau sur lequel est installé le refuge Fujimidaira (1 815 m). De là, s'ouvre la voie d'ascension de la montagne par sa face occidentale (un parcours d'environ 5,4 km depuis le gîte Mizugaki). Elle passe par le versant sud du mont Iimori (2 116 m) et le refuge Dainichi (2 040 m), et mène au roc Dainichi (2 201 m), à l'entrée d'un chemin de crête, limite naturelle entre les deux préfectures de Nagano et Yamanashi. De là, via le pic Sunabarainoatama (2 317 m) et la falaise Chiyonofukiage (2 497 m), il faut gravir des amas de gros rochers, le long de cette frontière préfectorale, pour atteindre la cime du Kinpu-san.
L'ascension de la montagne par la face orientale — une montée de 4,2 km — peut être effectuée depuis le col routier Ōdarumi (2 360 m) près du refuge Ōdarumi à Yamanashi, via le mont Asahi (ja) (2 579 m), en suivant le chemin de crête qui sépare la préfecture de Nagano de celle de Yamanashi. Du village Kawakami, il est aussi possible d'accéder au sommet du mont Kinpu par le versant nord, en partant du gîte de montagne Kinpu (1 570 m), ou par la face sud depuis le refuge Ōmuro situé dans le nord de Kōfu.

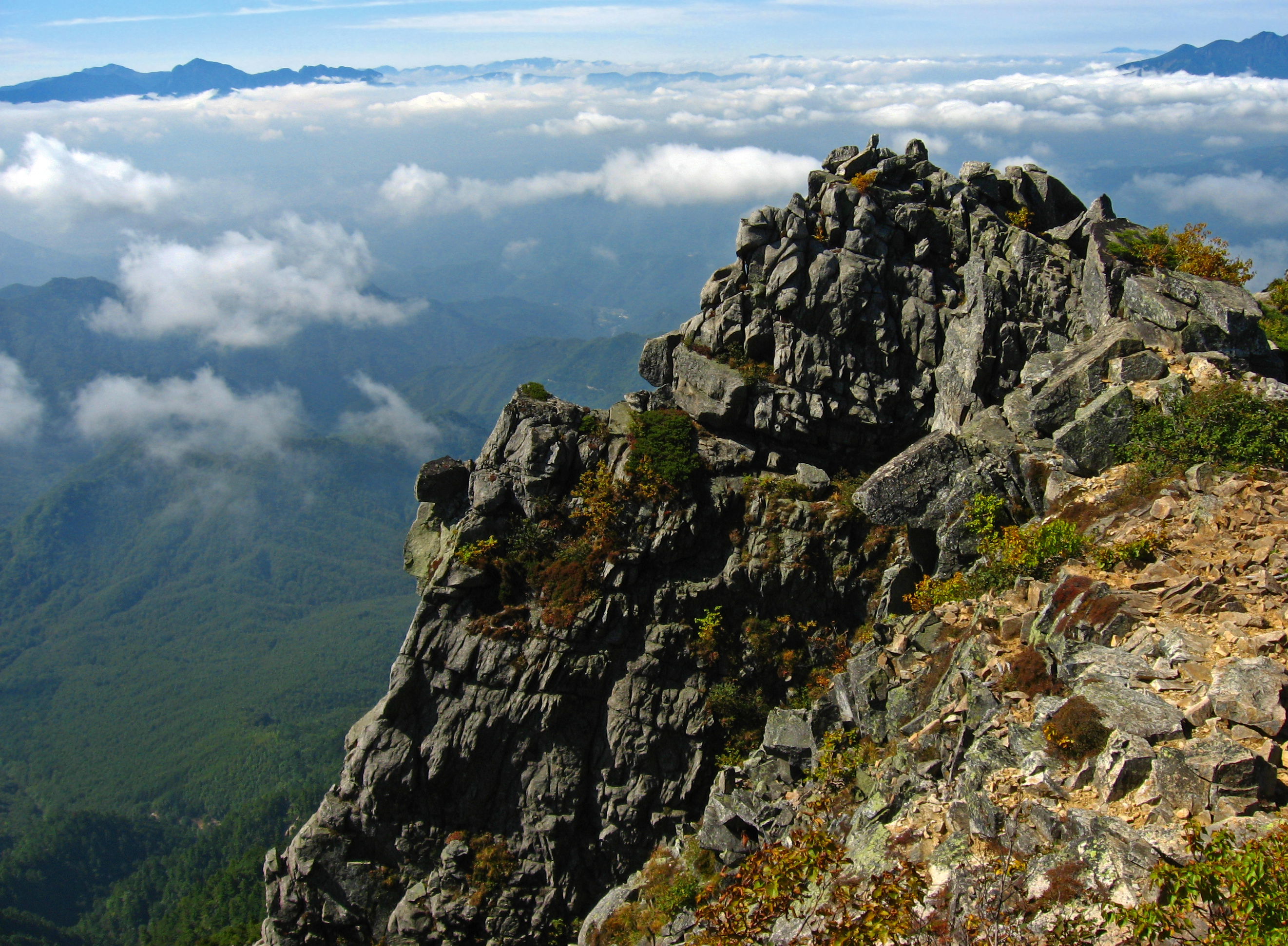
Vue de la falaise Chiyonofukiage.
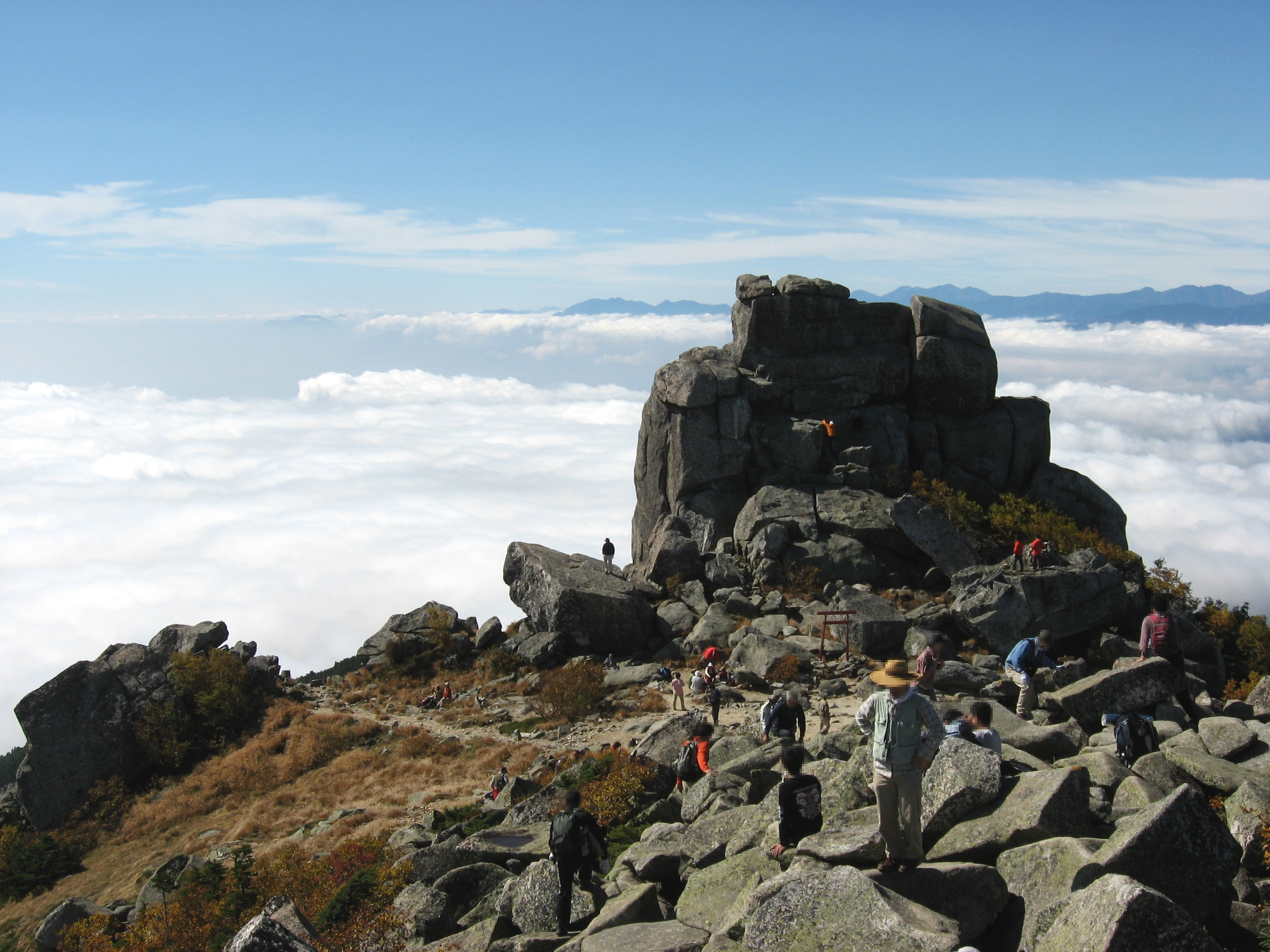
Gojō-iwa.
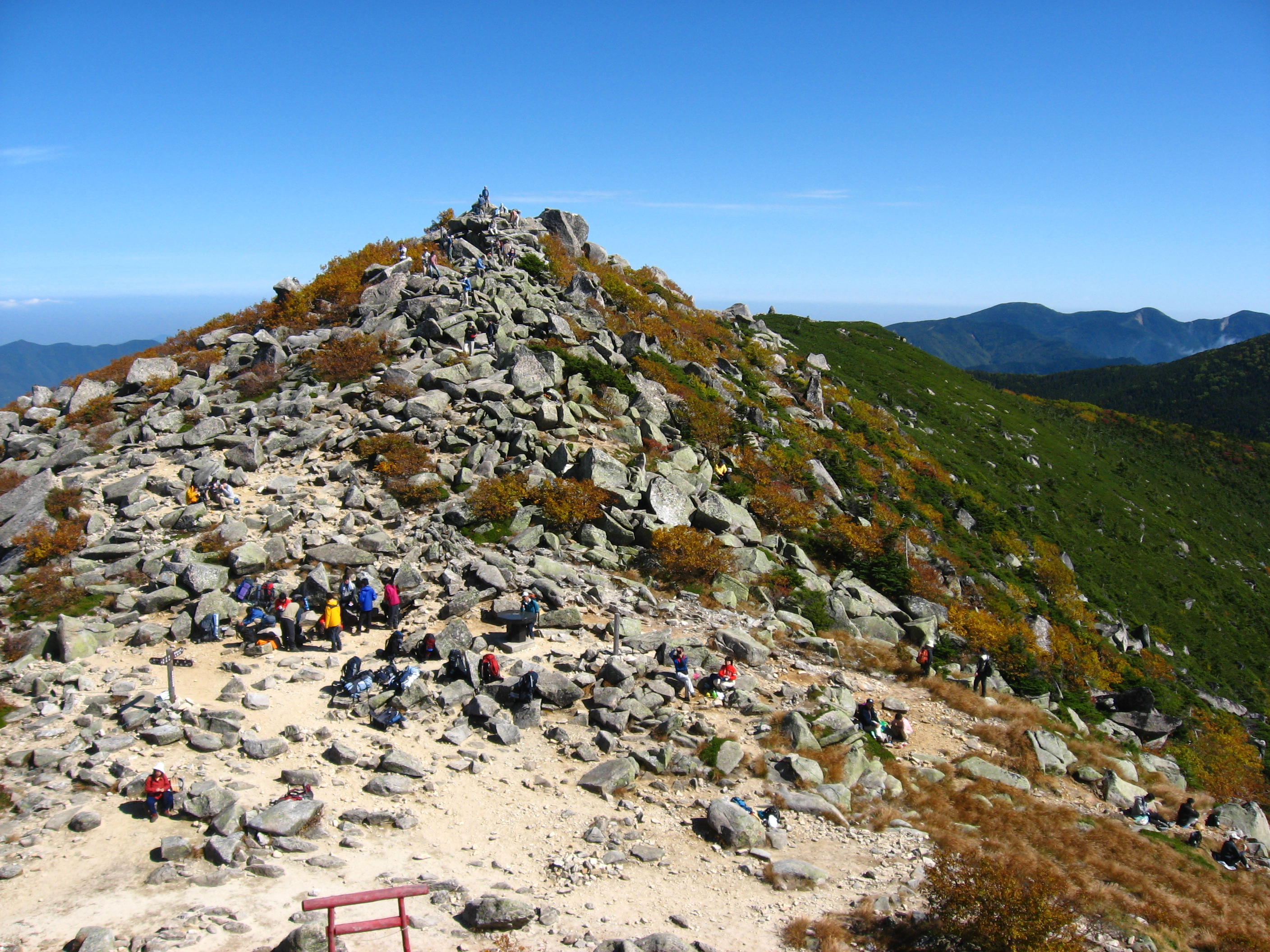
Vue du sommet du mont Kinpu.
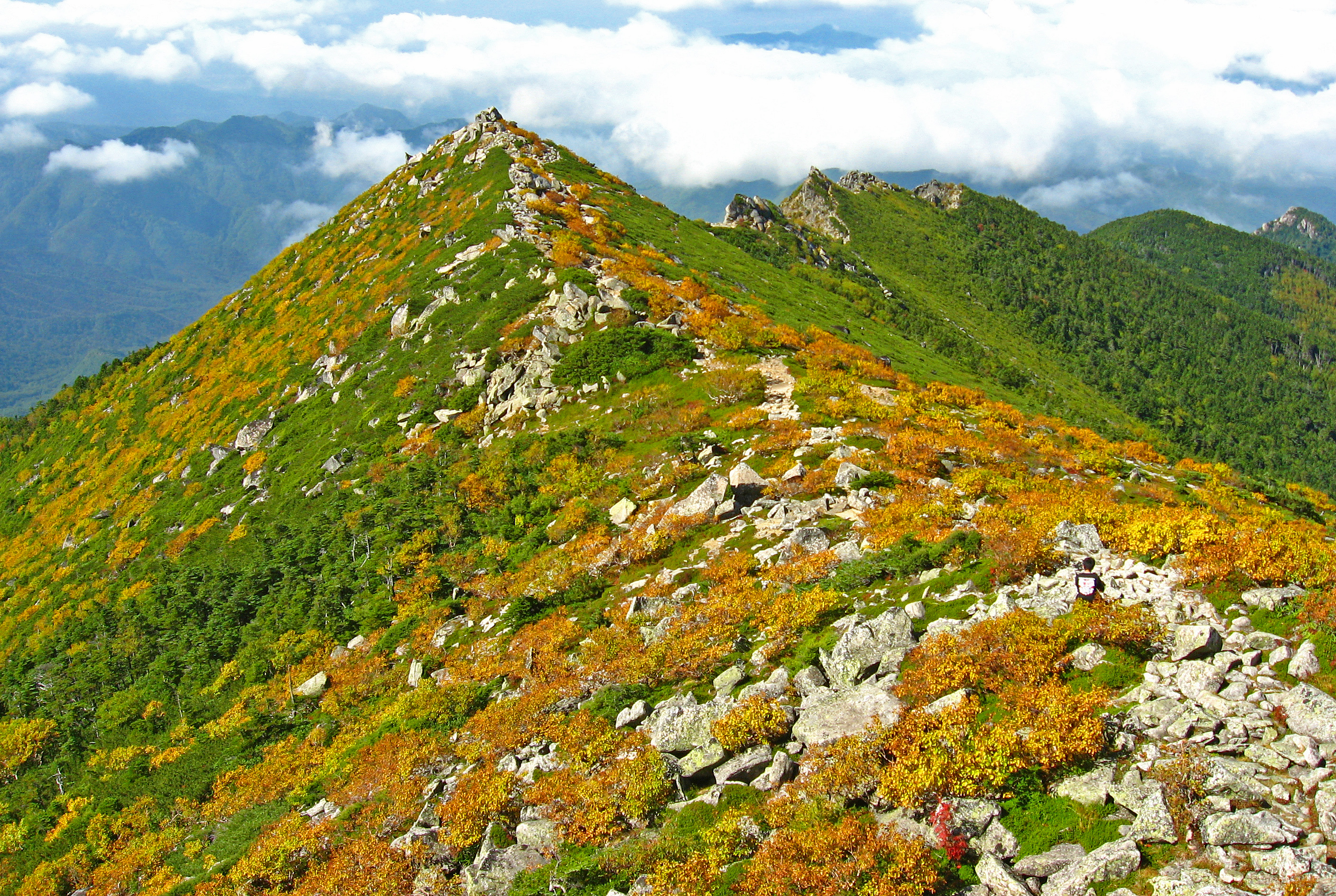
Vue de la crête du mont Kinpu (direction ouest).

### Protection environnementale
Le mont Kinpu et ses environs immédiats sont protégés depuis le 10 juillet 1950 dans le parc national de Chichibu Tamakai qui s'étend sur 1 262,6 km2.

## Le mont Kinpu dans la culture populaire

### Symbolisme religieux

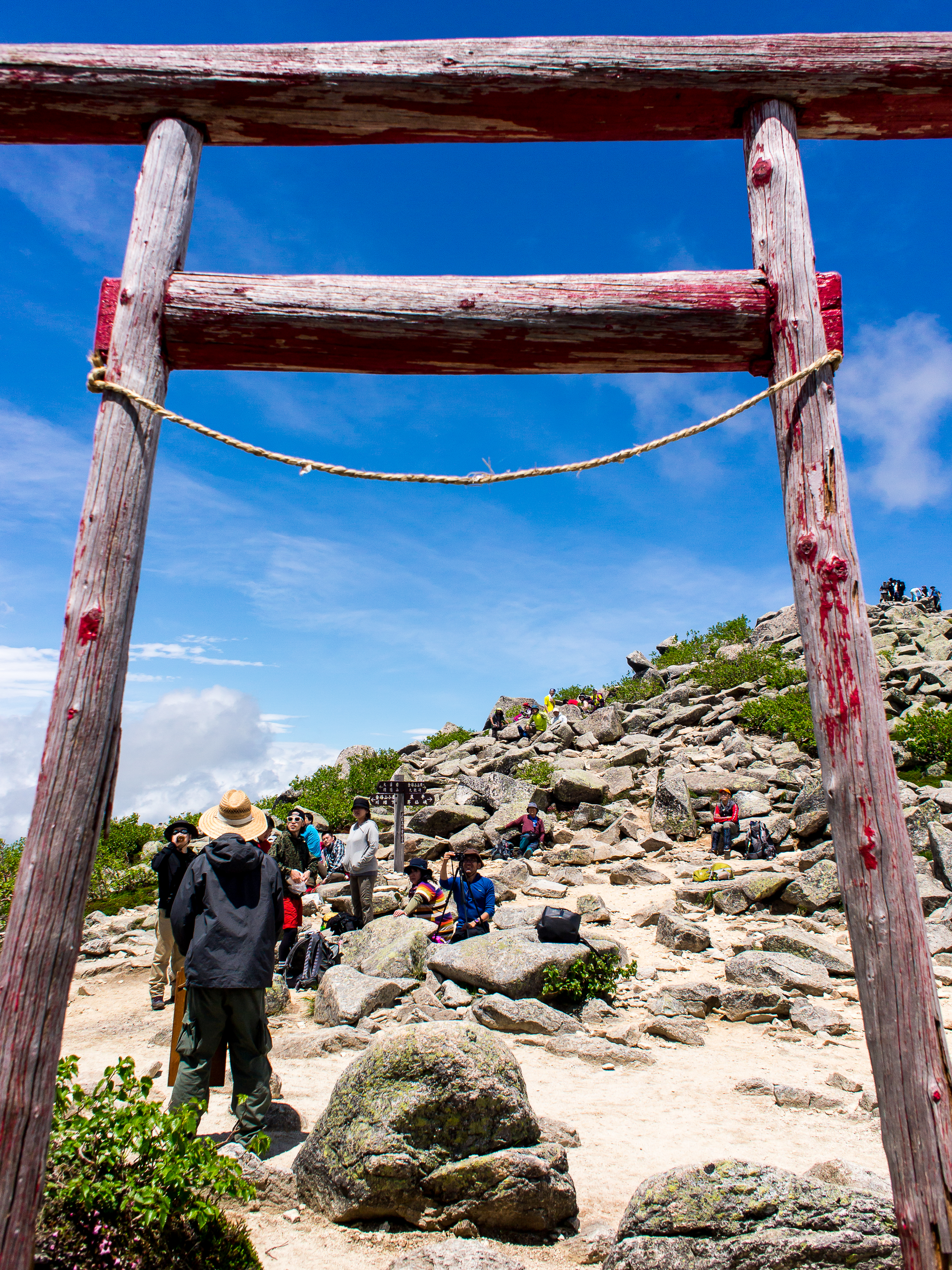
Torii du sommet du mont Kinpu.

Depuis des temps immémoriaux, l'espace montagnard local est vénéré par le peuple japonais. Connexion entre le ciel et la terre, les montagnes sont une source de l'eau qui irrigue les rizières, et offrent des étendues de terres cultivables. Ainsi, dans la province de Kai, le mont Kinpu est l'objet d'un culte shintō. À l'époque de Muromachi, l'introduction du shugendō dans la région en fait aussi une terre sacrée du bouddhisme. De nos jours, au sommet de la montagne, un torii signale le caractère sacré du lieu, du Gojō-iwa, en particulier. Dans le nord-ouest de Kōfu, au pied des monts Okuchichibu, le sanctuaire Kanazakura (ja), qui aurait été fondé par l'empereur Yūryaku en 467 et dont une collection de boules en quartz, confectionnées au début du XVIIIe siècle par un artisan joaillier de Kyoto, constitue le trésor sacré, matérialise le lieu de culte du goshintai que représente le mont Kinpu,.

### Astronomie
Après sa découverte à Ōizumi (préfecture de Gunma), par Takao Kobayashi, un astronome amateur japonais, le 31 décembre 1997, un astéroïde de la ceinture principale d'astéroïdes est nommé (11155) Kinpu d'après le mont Kinpu,.